# 1754 en santé et médecine
| Années de la santé et de la médecine : 1751 - 1752 - 1753 - 1754 - 1755 - 1756 - 1757    |
| Décennies de la santé et de la médecine : 1720 - 1730 - 1740 - 1750 - 1760 - 1770 - 1780 |

Cet article présente les faits marquants de l'année 1754 en santé et médecine.

## Événements
- Aux États-Unis, fondation de l'université Columbia sous le nom de King’s College par une charte émanant du roi d'Angleterre George II : en 1767, y sera constitué le premier College of Physicians and Surgeons[1].

## Publication
- James Lind : Traité du scorbut. Chirurgien de la marine, il recommande fruits et légumes frais pour les marins[2].
- Samuel Auguste Tissot : L'Inoculation justifiée, Lausanne, Marc-Michel Bousquet, 1754, 1re éd., 179 p. (lire en ligne) au sujet de l'inoculation de la variole.

## Prix
- Médaille Copley de la Royal Society : William Lewis (1708-1781), chimiste et médecin anglais[3].

## Naissances

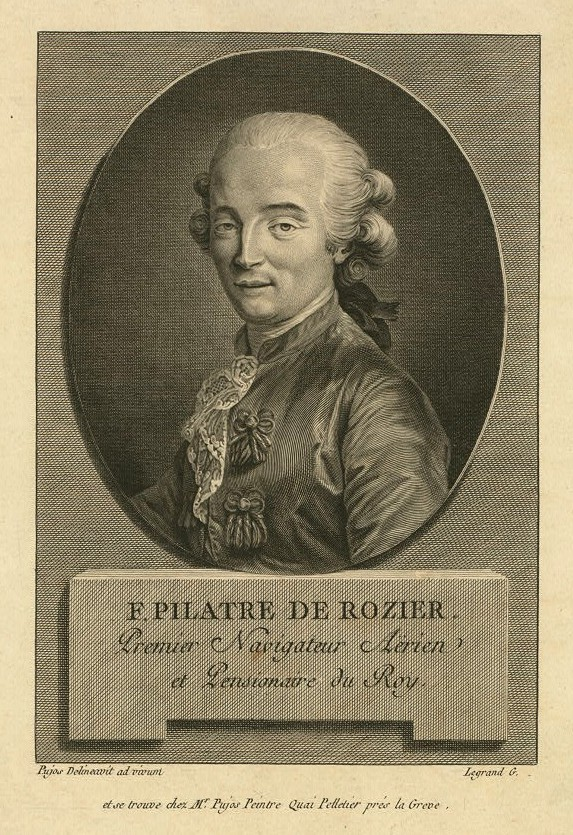
Jean-François Pilâtre de Rozier

- 26 janvier : Michel Chevreul (mort en 1845), médecin français, père du chimiste Michel-Eugène Chevreul (1786-1889).
- 30 mars : Jean-François Pilâtre de Rozier (mort en 1785), apothicaire, chimiste, aérostier, physicien. Il est avec François Laurent d'Arlandes, l'un des deux premiers aéronautes de l'histoire.
- 26 septembre : Joseph Louis Proust (mort en 1826), chimiste français, apothicaire gagnant-maîtrise[4] de l'hôpital de la Salpêtrière à Paris.
- 24 octobre : Philipp Gottfried Gaertner (mort en 1825), botaniste et pharmacien allemand.
- 28 octobre : Pierre-François Percy (mort en 1825), médecin français, chirurgien en chef des armées sous la Révolution et l’Empire.

## Décès
- 16 février : Richard Mead (né en 1673), médecin britannique[5].